# Rubiaco
Rubiaco es una alquería del concejo de Nuñomoral, en la provincia de Cáceres, Comunidad Autónoma de Extremadura (España).
- Datos: Q6113112
- Multimedia: Rubiaco / Q6113112